# 2MASS J05185995-2828372
2MASS J05185995-2828372 ist ein Brauner Zwerg im Sternbild Taube. Er wurde 2004 von Kelle L. Cruz et al. entdeckt. Er gehört der Spektralklasse L6,5p an. 